# Nijlgau
De nijlgau of nilgai (Boselaphus tragocamelus) is een grote antilope uit India. 'Nilgai' is Hindi voor "blauw rund". Zijn enige nog levende verwant is de kleine vierhoornantilope (Tetracerus quadricornis), die eveneens in India voorkomt. Samen vormen ze een primitieve tak van de runderachtigen (Bovinae).

## Kenmerken
De nijlgau heeft een vrij kleine kop. De voorpoten zijn langer dan de achterpoten. Volwassen stieren hebben een blauwgrijze of bruingrijze vacht, koeien en onvolwassen stieren hebben een gelig bruine vacht. Boven de hoeven hebben beide geslachten een witte ring, terwijl de bovenbenen donkerder zijn. Op de wangen zitten twee witte vlekken. Ook zijn de dieren wit op de kin, aan de onderzijde van de staart, de binnenzijde van de oren, op de lippen en rond de ogen. Beide geslachten hebben korte manen. De stier heeft een stijve, zwarte franje op de keel. Enkel het mannetje draagt korte hoorns, die tot twintig centimeter lang worden.
De nijlgau heeft een schofthoogte van 120 tot 160 centimeter, een kop-romplengte van 180 tot 210 centimeter en een staartlengte van 45 tot 53 centimeter. De bok of stier heeft een lichaamsgewicht van 200 tot 300 kilogram, de koe weegt gemiddeld 120 kilogram.

## Leefwijze
Hij leeft van gras, bladeren en vruchten. Ze eten meestal 's ochtends en vroeg in de avond. De belangrijkste vijand is de Bengaalse tijger. Bij gevaar slaan ze op de vlucht, waarbij ze snelheden kunnen bereiken tot 48 kilometer per uur.

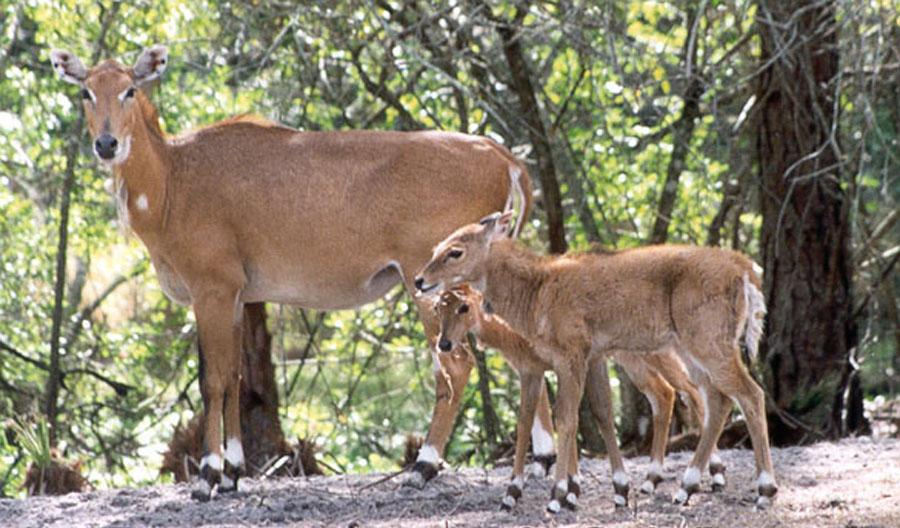
Koe en kalveren

De nijlgau leeft in kleine kuddes, bestaande uit één volwassen mannetje en twee tot tien volwassen vrouwtjes. Oudere mannetjes leven ook wel solitair. De stieren vechten met elkaar om een territorium en het leiderschap over een kudde koeien. Ze laten zich hierbij op de knieën vallen en geven elkaar kopstoten met de hoorns.

## Voortplanting
Het vrouwtje werpt soms één, maar meestal twee jongen na een draagtijd van 243 tot 247 dagen. Er is geen vaste paartijd, maar de meeste jongen worden geboren tussen juni en oktober.

## Verspreiding
De nijlgau bewoont de drogere, lichte bossen van India, de laaglanden van Nepal en Oost-Pakistan. Soms waagt hij zich ook op open zandige struikvlakten, zelden in dichtere wouden. Geïntroduceerde nijlgaus komen voor in Zuid-Texas.
Nijlgaus kunnen grote schade aanrichten in landbouwgebieden en daarom wordt er soms op ze gejaagd. Hindoes beschouwen de dieren echter als verwanten van de heilige koe, wat ze voldoende bescherming biedt. In de twintigste eeuw nam de jacht echter toe, waardoor het aantal lichtelijk terugliep. De verwilderde populatie in Texas bevat zo'n 37.000 dieren, de oorspronkelijke populatie in Azië bestaat uit meer dan honderdduizend dieren.